# Justin Morel Junior
Pour les articles homonymes, voir Morel.
Justin Morel Junior, né le 16 décembre 1950 en Guinée, est un journaliste, homme de culture et ancien ministre guinéen.
Porte parole et ministre de l'information et de la culture dans le gouvernement komara sous Moussa Dadis Camara,.

## Biographie et études
Justin Morel est né le 16 décembre 1950 en Guinée et effectue ses études en Basse-Guinée, d'abord à l’école des prêtres à Boké en 1959 et plus tard au séminaire de Kindia en 1963.
Bachelier en 1971, il s'inscrit à la faculté des sciences sociales de l'université de Conakry et se spécialise en philosophie et en histoire. Il est diplômé en 1976.

### Carrière professionnelle
Justin Morel, passionné de journalisme et d'écriture, produit des émissions sur la radio nationale; lors de la création de la télévision nationale en 1977, il intègre ce média et devient en avril 1986 directeur de la radio jusqu'en 1989, puis directeur général de la radio et de la télévision nationale jusqu'en septembre 1992.
En 1990, il est nommé membre de la commission nationale chargé de rédiger la Constitution guinéenne (Loi fondamentale) et, depuis 1992, il travaille au sein de l'Unicef en Guinée et en Afrique.

## Ministre de la Communication et des Nouvelles technologies de l’Information
En poste au sein de l'Unicef Guinée, il intègre le gouvernement Kouyaté en mars 2007 et devient ministre de la communication et des nouvelles technologies de l’information.

## Ministre de l'information et de la culture
Nommé ministre dans le gouvernement de Kabiné Komara en tant que porte parole et ministre de l'information et de la culture en janvier 2009, il démissionne le 15 octobre 2009 après les événements tragiques du stade du 28 septembre. En visite de travail en Allemagne,.

## Carrière de producteur
En tant que producteur, il contribue à lancer la carrière de plusieurs artistes guinéens, notamment Fodé Conte Yeli Sayon,Philko, Sékouba Fatako, Lega Bah.

## Publications
- Bembeya Jazz National, Cinquante ans après, la légende continue; Éditions L'Harmattan Guinée, par Justin Junior Morel et Souleymane Keita[8].

## Vie privée
Il est l'époux de Marie Marguerite Camara, ingénieure en mécanique auto, et père de quatre enfants: François Deak, René Désiré, Guillaume Alexandre et Germaine Kankou Shanon.

## Prix et distinctions
- 1983 : il reçoit le diplôme de la ville de Memphis (Tennessee) ;
- 1993 : élu dans le Who’s Who in the World ;
- 1996 : il reçoit le certificat Unicef Staff Awards ;
- 3 mars 2000 : élu journaliste culturel radio du siècle en Guinée[réf. nécessaire]
- 2000 : élu Djembé d'or pour sa contribution à la promotion de la culture guinéenne
- 2002 : obtention d'un deuxième Djembé d'or.